# Taylor Jenkins
Taylor Jenkins (Arlington, Texas, 12 de septiembre de 1984) es un entrenador de baloncesto estadounidense que actualmente se encuentra sin equipo, tras ser cesado por los Memphis Grizzlies de la NBA.

## Carrera deportiva

### Inicios
Jenkins asistió al instituto St. Mark's School of Texas en Dallas, donde fue por dos temporadas el capitán del equipo.
Luego pasó por la universidad de Wharton en Pensilvania donde se graduó en ciencias y económicas, pero no jugó al baloncesto universitario.

### Entrenador
Jenkins comenzó su carrera técnica en el departamento de operaciones baloncestísticas de los San Antonio Spurs en la temporada 2007–08.
De allí pasó los siguientes cuatro años, de 2008 a 2012, como técnico asistente del filial de la D-League, los Austin Toros, donde se hicieron con el campeonato en la 2011–12. La temporada siguiente, fue entrenador principal del equipo, con un récord de 27–23 (.540), y cayendo en semifinales de los playoffs ante Santa Cruz Warriors.
Desde 2013 a 2018 fue asistente técnico de Mike Budenholzer en Atlanta Hawks. Los Hawks alcanzaron los playoffs las cuatro temporadas consecutivas, incluso llegando a Finales de Conferencia en 2015. En esa etapa incluso cuatro de los cinco titulares del equipo llegaron a ser All-Stars, y él fue asistente de los equipos del Este y del Rising Stars.
En la temporada 2018-19, se marchó junto al técnico principal Budenholzer a los Milwaukee Bucks, donde consiguieron el mejor récord de la liga con 60 victorias, y el primero del Este por primera vez en 45 años.

#### Memphis Grizzlies
El 11 de junio de 2019, firma como técnico principal de los Memphis Grizzlies.
Fue nombrado entrenador del mes de la conferencia Oeste en enero de 2020 y diciembre de 2021.
Finalizó su tercera temporada en el equipo con un récord de 56-26, el segundo mejor de la liga ese año, y como primero de su división por primera vez en la historia de la franquicia. Motivo por el cual, en junio de 2022, acuerda una extensión de contrato por 2 temporadas más. Fue nombrado entrenador del mes de la conferencia Oeste en marzo-abril de 2023.
Durante su sexta temporada en Memphis, el 28 de marzo de 2025 y con un balance de 44-29, fue cesado por los Grizzlies.

## Estadísticas como entrenador
| Equipo  | Año     | P   | V   | D   | V–D% | Finalizado      | PP | VP | DP | PV–D% | Resultado                            |
| ------- | ------- | --- | --- | --- | ---- | --------------- | -- | -- | -- | ----- | ------------------------------------ |
| Memphis | 2019-20 | 73  | 34  | 39  | .466 | 3.º en Suroeste | —  | —  | —  | —     | No playoffs                          |
| Memphis | 2020-21 | 72  | 38  | 34  | .528 | 2.º en Suroeste | 5  | 1  | 4  | .200  | Pierde en 1.ª ronda                  |
| Memphis | 2021-22 | 82  | 56  | 26  | .683 | 1.º en Suroeste | 12 | 6  | 6  | .500  | Pierde en Semifinales de Conferencia |
| Memphis | 2022-23 | 82  | 51  | 31  | .622 | 1.º en Suroeste | 6  | 2  | 4  | .333  | Pierde en 1ª ronda                   |
| Memphis | 2023-24 | 82  | 27  | 55  | .329 | 4.º en Suroeste | —  | —  | —  | —     | No playoffs                          |
| Memphis | 2024-25 | 73  | 44  | 29  | .603 | (despedido)     | —  | —  | —  | —     |                                      |
| Total   | Total   | 464 | 250 | 214 | .539 |                 | 23 | 9  | 14 | .391  |                                      |